# Емил Христов (политик)
Емил Йорданов Христов е български политик.

## Биография
Роден е във Враца на 16 юни 1924 г. Арестуван е през 1941 г. и е осъден на 1 г. затвор като член на РМС. През 1946 г. става член на БКП.
Завършва право в Софийския университет през 1949 г. През 1949 г. става асистент по международно право, а през 1951 г. завършва Висшата партийна школа при ЦК на БКП. Аспирант е в Академията за обществени науки при ЦК на КПСС, където защитава дисертация и става кандидат на икономическите науки през 1961 г. След това преподава във Висшата партийна школа при ЦК на БКП. От 1965 до 1971 г. работи в Министерския съвет и в ЦК на БКП. През 1971 г. става заместник-председател на Съвета по управление на обществените отношения при Държавния съвет на НРБ. В периода 1974 – 1986 г. е председател на Съвета.
От 1971 до 1976 г. е кандидат-член на ЦК на БКП. От 1976 г. е член, а от 1984 г. – секретар на ЦК на БКП, отговарящ за социалната политика, като остава секретар до пленума на 16 ноември 1989 г. В периода 1976 – 1986 г. е член на Държавния съвет на Народна република България. За известно време е член на личния кабинет на Тодор Живков, където обикновено работи по стопанските въпроси. Бил е председател на Комисията по социална политика на Деветото народно събрание.